# Sint-Franciscus van Assisikerk (Rotterdam)
De Sint-Franciscus van Assisikerk was een rooms-katholieke kerk aan de Paul Krugerstraat 30 in Rotterdam. De kerk stond op de hoek van de Paul Krugerstraat en het Afrikaanderplein.

## Geschiedenis
De parochie Sint-Franciscus van Assisi werd in 1902 gesticht. Het was de tweede rooms-katholieke parochie in Rotterdam-Zuid, na de Martelaren van Gorcumparochie uit 1875 aan het Stieltjesplein. Tussen 1887 en 1905 werden de Rijnhaven en de Maashaven gegraven. Door de vele bedrijven die zich hier daarna vestigden nam de bevolking van Rotterdam-Zuid sterk toe en moesten veel huizen gebouwd worden. De Afrikaanderwijk begon zo vorm te krijgen. Veel van de nieuwe Rotterdammers waren katholieken uit Zeeland en Noord-Brabant. De Martelaren van Gorcumparochie kon het grote aantal nieuwe katholieken niet aan, waarop in 1901 werd besloten een nieuwe parochie in de buurt van de Maashaven, die in deze jaren werd aangelegd. Er werd een stuk grond van 80 x 40 meter aangekocht van de gemeente aan de geplande Paul Krugerstraat. De kosten bedroegen fl.14 per m².

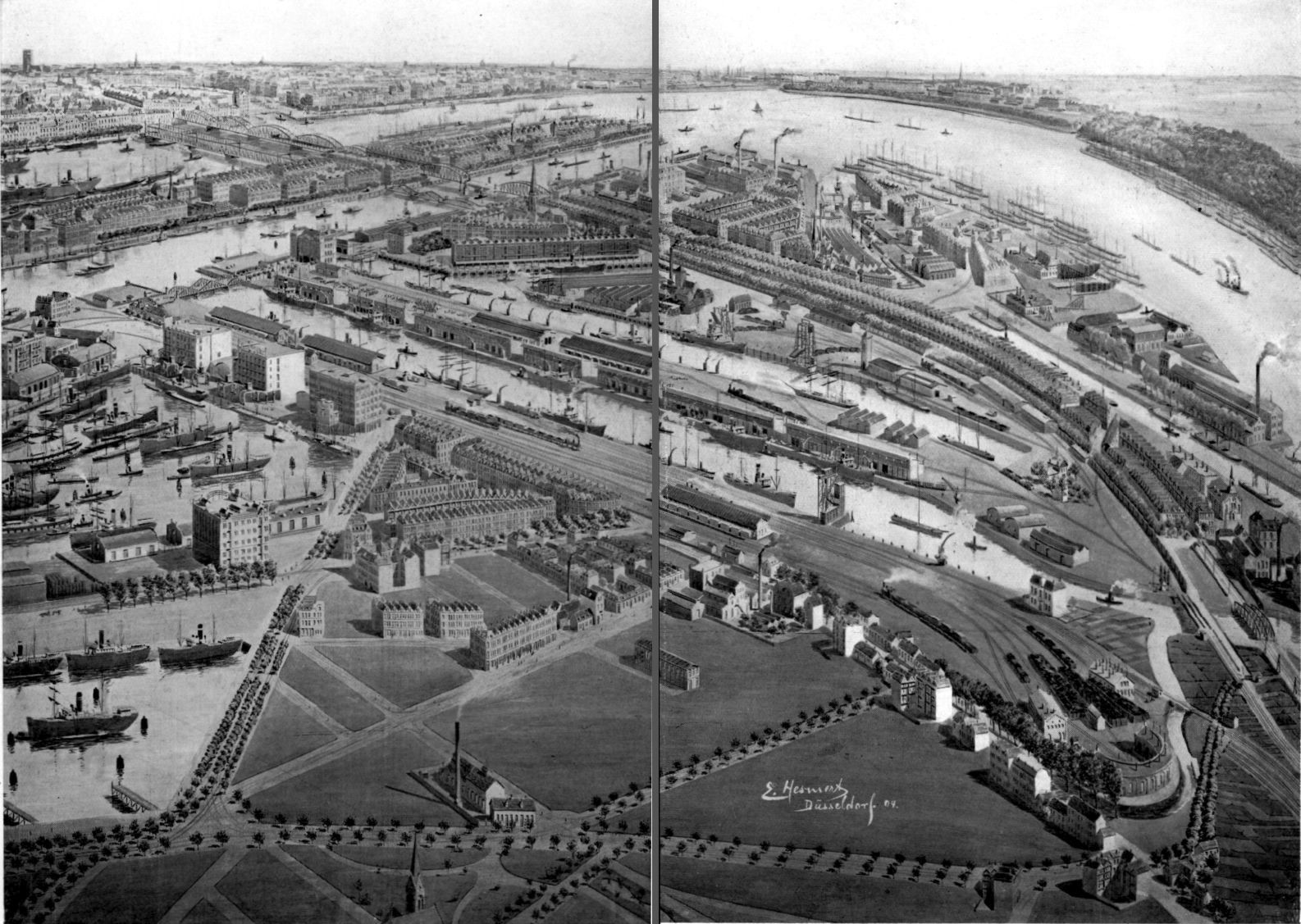
Rotterdam-Zuid in 1904, met midden-onder het nog onbebouwde Afrikaanderplein met de Sint-Franciscus-noodkerk

### Noodkerk
Pastoor F.J.A.M. van Wiersel werd op 19 maart 1902 aangesteld. Hij begon direct met de voorbereidingen voor de bouw van een noodkerk. De architecten Albert Margry en Jos Snickers maakten het ontwerp. De bouw van de noodkerk kostte fl.19.545. In juli startte de bouw en in september was het gebouw gereed. De noodkerk was een eenvoudig langwerpig houten gebouw met een kleine klokkentoren boven de ingang. Het gebouw stond destijds op een bouwplaats waar de meeste straten nog aangelegd moesten worden en het Afrikaanderplein nog een modderige vlakte was. Op woensdag 1 oktober werd de kerk door deken ingezegend en kon de parochie van start met 877 parochianen. De pastoor had zelf een klein harmonium gekocht en andere benodigde inventaris werd geschonken.
De Franciscusparochie had veel geld nodig voor het definitieve kerkgebouw en de stichting en bouw van katholieke scholen voor de kinderen van de parochianen. De pastoor was zelf verantwoordelijk voor de financiering van zijn parochie. In Rotterdam-Zuid woonden echter voornamelijk arme arbeiders. Van de van oorsprong katholieke arbeiders had tevens een aanzienlijk deel het geloof verlaten. Wierdels poogde met leningen en preken en collectes in naburige rijkere parochies geld op te halen. Hij preekte hiervoor in meer dan honderd kerken.

### De nieuwe kerk
De gemeente had verordend dat het houten noodgebouw tien jaar mocht blijven staan, voor het vervangen zou worden voor een definitief kerkgebouw. Op gewone zondagen was het in deze jaren zelden druk in de kerk, maar op belangrijke feestdagen was de kleine noodkerk direct veel te klein. In 1911 startte Pastoor Wierdels daarom met de voorbereidingen voor de bouw van de nieuwe Franciscuskerk. Architect Albert Margry mocht wederom het ontwerp maken voor de nieuwe kerk.
Op 7 oktober van dat jaar vond de aanbesteding plaats die werd gewonnen door aannemer Van der Pluym en Gielen. Zij zouden de kerk voor fl.124.350 bouwen. Albert Margry overleed enkele weken later plotseling, waarna zijn zoon Jos Margry het architectenbureau voorzette en voor de bouw van de Franciscuskerk verantwoordelijk werd. Er werden 1198 heipalen in de grond geslagen voor de fundering. De eerste steen werd op 20 maart 1912 gelegd. Begin 1913 was de bouw gereed. Enkele welgestelde Rotterdamse en Schiedamse families schonken geld en inventaris aan de nieuwe kerk. Met name douairière van Nispen tot Pannerden-Blankenheijm was gul. Zij schonk zeven glas-in-loodramen voor het priesterkoor, marmeren zijaltaren ter ere van de heilige Jozef en Maria, de communiebank en de preekstoel. De grote Sint-Josephklok voor in de toren werd door de parochie voor fl.1200 gekocht bij de klokkengieterij Eysbouts uit Asten. De muren werden beschilderd met Bijbelse taferelen.
Op 13 maart 1913 werd de kerk plechtig geconsacreerd door bisschop Callier. Hij plaatste hierbij relikwieën van de heiligen Bonifatius en Jeroen in het hoogaltaar. Na de ingebruikname van het nieuwe godshuis bleef de oude noodkerk nog staan. Het werd gebruikt als patronaatsgebouw en gaarkeuken en werd pas in 1922 afgebroken om plaats te maken voor de bouw van de scholen. Pastoor Wierdels bleef nog tot april 1915 werkzaam in Rotterdam en vertrok toen naar de Sint-Adrianusparochie in Naaldwijk, waar hij eveneens een nieuwe kerk door Jos Margry liet bouwen. Hij werd in Rotterdam vervangen door J.A.B. van Blaricum.
De economische crisis door de Eerste Wereldoorlog had de al armlastige parochie in de havenstad geen goed gedaan en Van Blaricum moest net als zijn voorganger bij andere parochies bedelen voor inkomsten. Rotterdam-Zuid was ondertussen wel sterk blijven groeien en de Sint-Franciscusparochie omvatte de linker Maasoever ten zuiden van de Binnenhaven tot aan Rhoon en Zwijndrecht. Eind 1921 werd de nieuwe parochie van Katendrecht en Charlois gesticht. Later dat decennium volgde nieuwe parochies in Vreewijk, Bloemhof en Heijplaat.
De kerk kwam de oorlogsjaren ongeschonden door. In de winter 1944-1945 was er geen elektriciteit meer en moest het kerkorgel handmatig worden aangetrapt. Daarnaast werd de Josephklok door de Duitse bezetter gevorderd en afgevoerd om omgesmolten te worden. Na de oorlog werd geld ingezameld en een nieuwe klok gekocht.

### Laatste jaren en sloop
Naar aanleiding van de liturgische vernieuwingen van het Tweede Vaticaans Concilie werd ook de Franciscuskerk aangepast aan de moderne tijd. Dit betekende dat het interieur werd versoberd en de muren wit werden geschilderd. Daarnaast werd er een nieuw altaar onder een modernistisch baldakijn centraal in de viering geplaatst.
De kerk kampte echter ondanks de grote achterban al vanaf het begin met matig kerkbezoek. Na een opleving in de oorlogsjaren liep vanaf de jaren 50 het kerkbezoek weer sterk terug. Bij het 50-jarig jubileum in 1952 bestaan bleek slechts de helft van de 12.000 parochianen nog bij de kerk betrokken. In de jaren daarna trokken veel jonge gezinnen weg uit de wijk, vooral wegens de slechte huizen en woonomgeving. De bevolking kromp. Vanaf de jaren 60 vestigden zich vooral gastarbeiders uit landen rond de Middellandse Zee, Surinamers en Antillianen in de wijk.
Eind jaren 60 waren er veel te weinig parochianen om de hoge onderhoudskosten op te brengen en was de kerk ook te groot voor de weinige bezoekers die nog naar de mis gingen. Dit gold ook voor andere katholieke kerken in Rotterdam-Zuid. De vier parochies van de Franciscuskerk, de Theresiakerk, de Martelaren van Gorcumkerk en de Margaretha Maria Alacoqukerk stelden gezamenlijk een commissie in die een onderzoek uitvoerde naar de toekomst van de kerken. Alle parochianen hadden inspraak. In november 1971 werd het adviesrapport overhandigd aan bisschop Simonis. De parochies zouden gaan samenwerken en de grote kerken zouden worden afgestoten. In december 1974 werd de Franciscuskerk verkocht om gesloopt te worden. Van de bij de besluitvorming betrokken parochianen kwam nauwelijks protest.
In een volle kerk werd op 20 april 1975 de laatste Eucharistieviering gehouden door bisschop Simonis. De parochie verhuisde vervolgens tijdelijk naar de nabijgelegen gereformeerde Putsepleinkerk. In de week na de laatste mis werd al gestart met de sloop van de kerk.
Op de plaats van de gesloopte kerk werd vervolgens het katholieke bejaardenzorgcentrum "Maasveld" gebouwd, waar een kapel met plaats voor 90 personen was ingericht. Hier keerde de parochie in 1977 op haar oorspronkelijke plaats terug. Deze kapel werd in 2001 gesloten, toen het zorgcentrum verhuisde. De Sint-Franciscusparochie ging op 1 maart 1983 met naburige parochies in de nieuwe samenwerkingsparochie "De Doortocht". Deze parochie fuseerde in 2004 met de Heilige Kruisvindingsparochie in de  Heilige Drie-eenheid-parochie, die in 2020 nog bestaat en gebruik maakt van de  Heilige Kruisvindingskerk aan de Beukendaal.

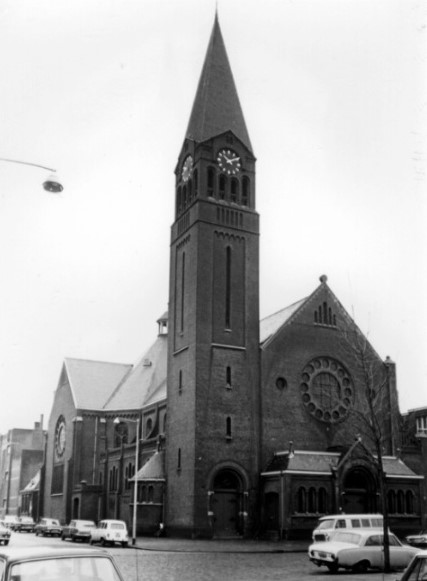
Voorzijde van de Sint-Franciscuskerk in 1972

## Architectuur
Margry ontwierp een grote driebeukige kruiskoepelkerk in neoromaanse stijl. De hoofdingang met een voorportaal lag aan de Paul Krugerstraat. Aan de Christiaan de Wetstraat was een tweede ingang. De klokkentoren stond links naast het voorportaal en was 40 meter hoog. De toren werd bekroond met een naaldspits.  Het schip en transept werden overdekt met een houten tongewelf en de viering was voorzien van een koepel.
Het interieur was met zijn brede middenschip en achthoekige viering zo ontworpen dat de gelovigen vanuit alle hoeken goed zicht hadden op het hoofdaltaar. Achter in de kerk was een koorzolder waar het orgel stond.
De Franciscuskerk was niet georiënteerd.

## Orgel
De eerste jaren van de nieuwe kerk gebruikte men nog het oude harmonium van de noodkerk. Pas in 1928 werd een kerkorgel aangeschaft bij de firma Valckx & Van Kouteren. Het orgel kostte fl.30.000 en werd in 1929 geplaatst. Bij de sloop van de kerk in 1975 is het orgel ook afgebroken.

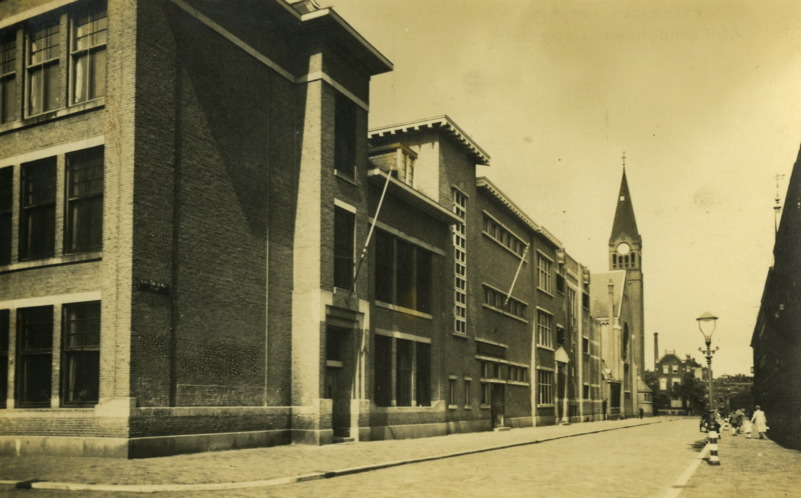
De scholen aan de Christiaan de Wetstraat in 1943

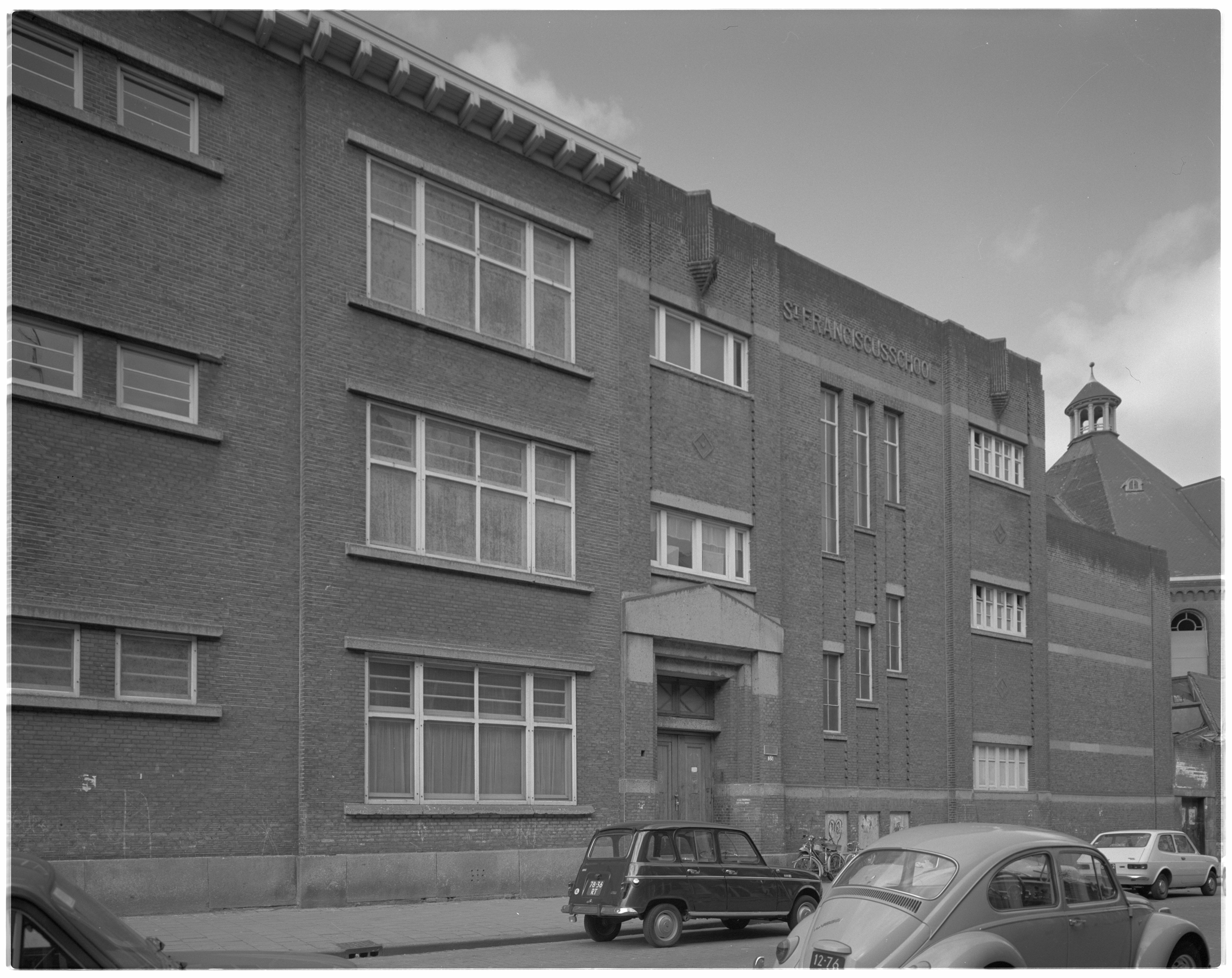
De Sint-Franciscusschool in juli 1975 bij de sloop van de Franciscuskerk

## Scholen
In 1905 werd de meisjeskostschool voor voornamelijk schippersdochters naast de kerk geopend. De zusters van de van oorsprong Franse congregatie Dochters van de Wijsheid verzorgden het onderwijs en lieten aan het Afrikaanderplein een klooster bouwen. Geld voor andere scholen was er lange tijd niet, dat kam er pas na de gelijkschakeling van het openbaar en bijzonder onderwijs in 1917 en de Schoolwet van 1920. Pas in 1923 werd op het terrein achter de kerk, aan de Christiaan de Wetstraat, de Sint-Franciscusschool voor jongens gebouwd. Architect Jos Margry was verantwoordelijk voor het ontwerp. Tevens werden in deze periode een nieuwe Mariameisjesschool geopend, met een ingang aan de Christiaan de Wetstraat en een aan het Afrikaanderplein. Aan de Riebeekstraat werd de U.L.O. voor meisjes gebouwd, waar later ook jongens werden toegelaten. Enkele jaren later volgde de tweede jongensschool. In 1930 werd aan de Christiaan de Wetstraat een kleuterschool geopend.
Naast de scholen stond direct achter de kerk een patronaatsgebouw en aan het Afrikaanderplein een patronaatsgebouw speciaal voor meisjes. Het katholieke complex van de Franciscusparochie omvatte zo het hele blok tussen de Paul Krugerstraat, de Christiaan de Wetstraat, de Riebeekstraat en het Afrikaanderplein. Pastoor Vijverberg was ook verantwoordelijk voor de stichting van een katholieke H.B.S. en een ambachtsschool in de wijk.
Na de sloop van de kerk fuseerden de scholen in de Mariaschool en later ook afgebroken en vervangen door nieuwbouw. De Katholieke Sterrenschool "De Globetrotter" aan het Afrikaanderplein 5 is tegenwoordig de enige overgebleven rooms-katholieke instelling op het terrein van de verdwenen Sint-Franciscus van Assisikerk.

## Pastoors van de Franciscuskerk
- F.J.A.M. van Wiersel (1902-1915)
- J.A.B. van Blaricum (1915-1925)
- Q.J. te Meij (1925-1934)
- J.C. Vijverberg (1934-1953)
- A. Hooyschuur (1953-1961)
- A. Wentholt (1961-1967)
- J. van der Voort (1967-1977)